# 奥恩河畔布兰维尔
奥恩河畔布兰维尔（法語：Blainville-sur-Orne，法語發音：[blɛ̃vil syʁ ɔʁn] ⓘ）是法国卡尔瓦多斯省的一个市镇，属于卡昂区。

## 地理
奥恩河畔布兰维尔（49°13'44"N, 0°18'0"W）面积7.11 平方千米，位于法国诺曼底大区卡爾瓦多斯省，该省份为法国西北部沿海省份，北濒大西洋英吉利海峡，东北与滨海塞纳省以海上边界相接，东临厄尔省，南至奧恩省，西与芒什省接壤。
与奥恩河畔布兰维尔接壤的市镇（或旧市镇、城区）包括：贝努维尔、比耶维尔-伯维尔、科隆贝勒、埃鲁维尔圣克莱尔、朗维尔。

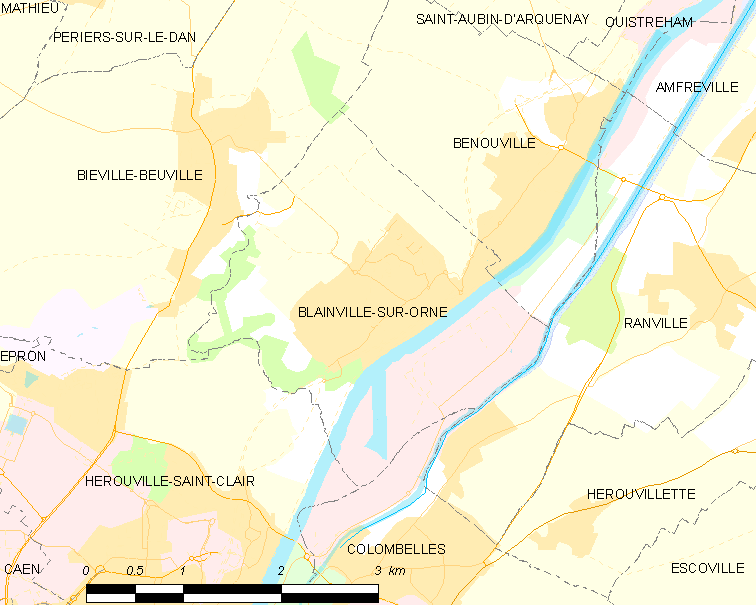
奥恩河畔布兰维尔的OSM定位图

奥恩河畔布兰维尔的时区为UTC+01:00、UTC+02:00（夏令时）。

## 行政
奥恩河畔布兰维尔的邮政编码为14550，INSEE市镇编码为14076。

## 政治
奥恩河畔布兰维尔所属的省级选区为维斯特雷阿姆县。

## 人口

1962-2008年间奥恩河畔布兰维尔人口变化图示

奥恩河畔布兰维尔于2022年1月1日时的人口数量为5991人。

## 友好城市
- 德国 博姆利茨（2004年）
- 義大利 萨尔蒂拉纳-洛梅利纳（2007年）